# Заповідне урочище «Скелі Ласпі»
Запові́дне уро́чище «Ске́лі Ла́спі» розташоване на теренах Балаклавського району Севастопольської міської ради. З 7 вересня 2023 року місцевість передана до Бахчисарайського району Автономної Республіки Крим.
Створено заповідне урочище відповідно до рішення Кримського обласного виконавчого комітету і Севастопольської міської ради від 20 травня 1980 року № 353. З 1969 року було надано статус пам'ятки природи місцевого значення (ЗУМ 4-565). Севастопольське лісомисливське господарство взяло на себе охоронні зобов'язання 5 лютого 1998 року за № 5.

## Загальні відомості
Землекористувачем є Державне підприємство «Севастопольське дослідне лісомисливське господарство». Заповідне урочище займає усі виділи 12 кварталу Орлинівського лісництва.
Площа заказника 18,4387 га, що була переоформлена 15 лютого 2010 року за № 02/2010. На території заповідного урочища в окупованому Росією Криму ведеться будівництво комплексу з п'яти багатоповерхових будинків, для чого було вирубано пару гектар реліктового ялівцевого лісу.
На теренах Севастопольської міської ради ще розміщено 4 заповідники загальнодержавного значення — «Байдарський», «Мис Айя», «Козача бухта», «Херсонес Таврійський» і 7 місцевого значення — «Мис Фіолент», «Ушакова балка», дача Максимова, біля мисів Лукул, Фіолент, Сарич, Херсонесу Таврійського.
На думку краєзнавців, в урочищі у давнину було багато джерел, через що тут були болотисті ґрунти, що дало назву грецьку назву «ласпі-болото/бруд». Після землетрусу 1790 більшість джерел втратила сполучення з підземними водами у карстових порожнинах, через що урочище стало посушливим і його покинули мешканці.

## Опис

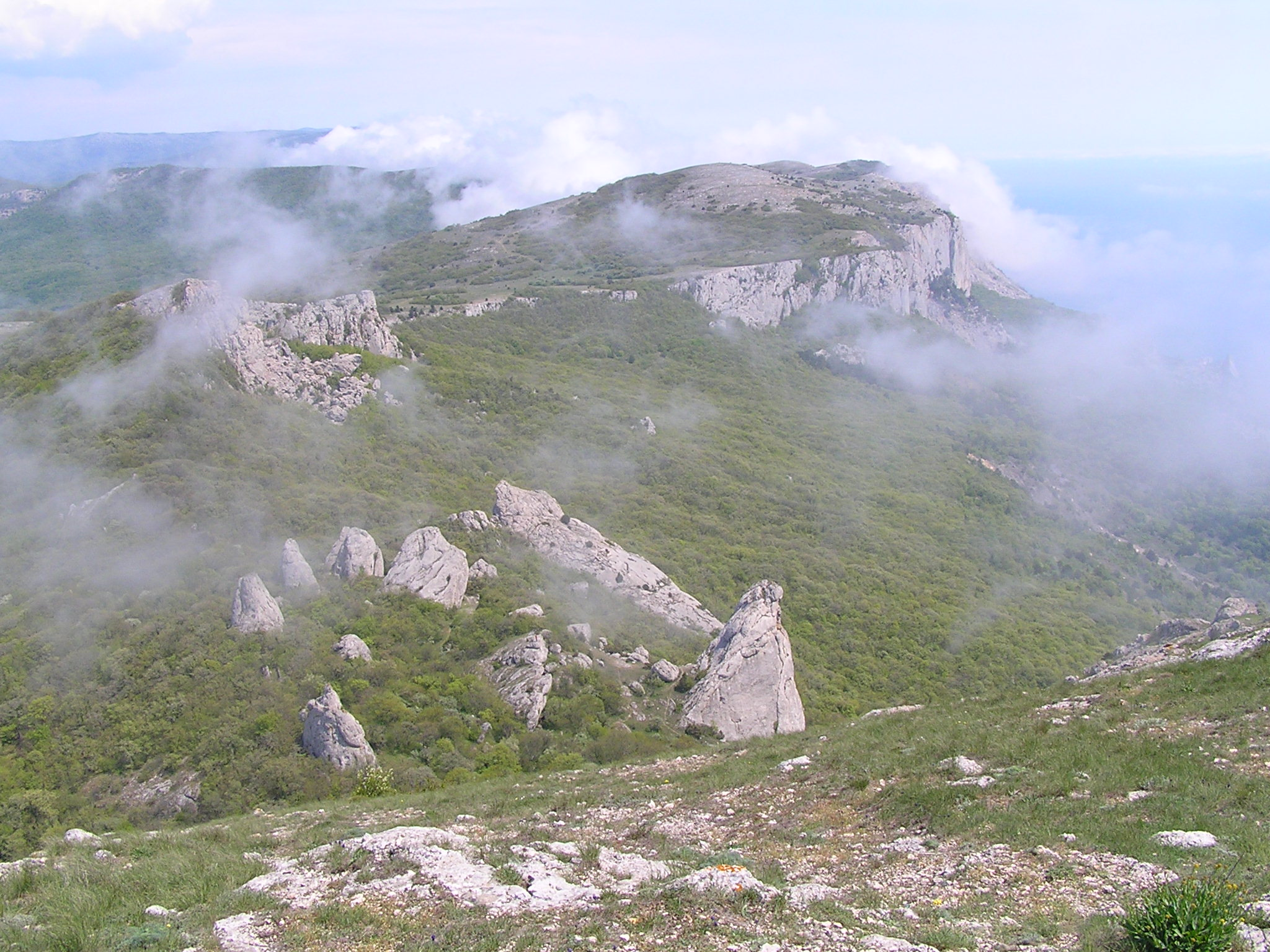
«Скелі Ласпі»

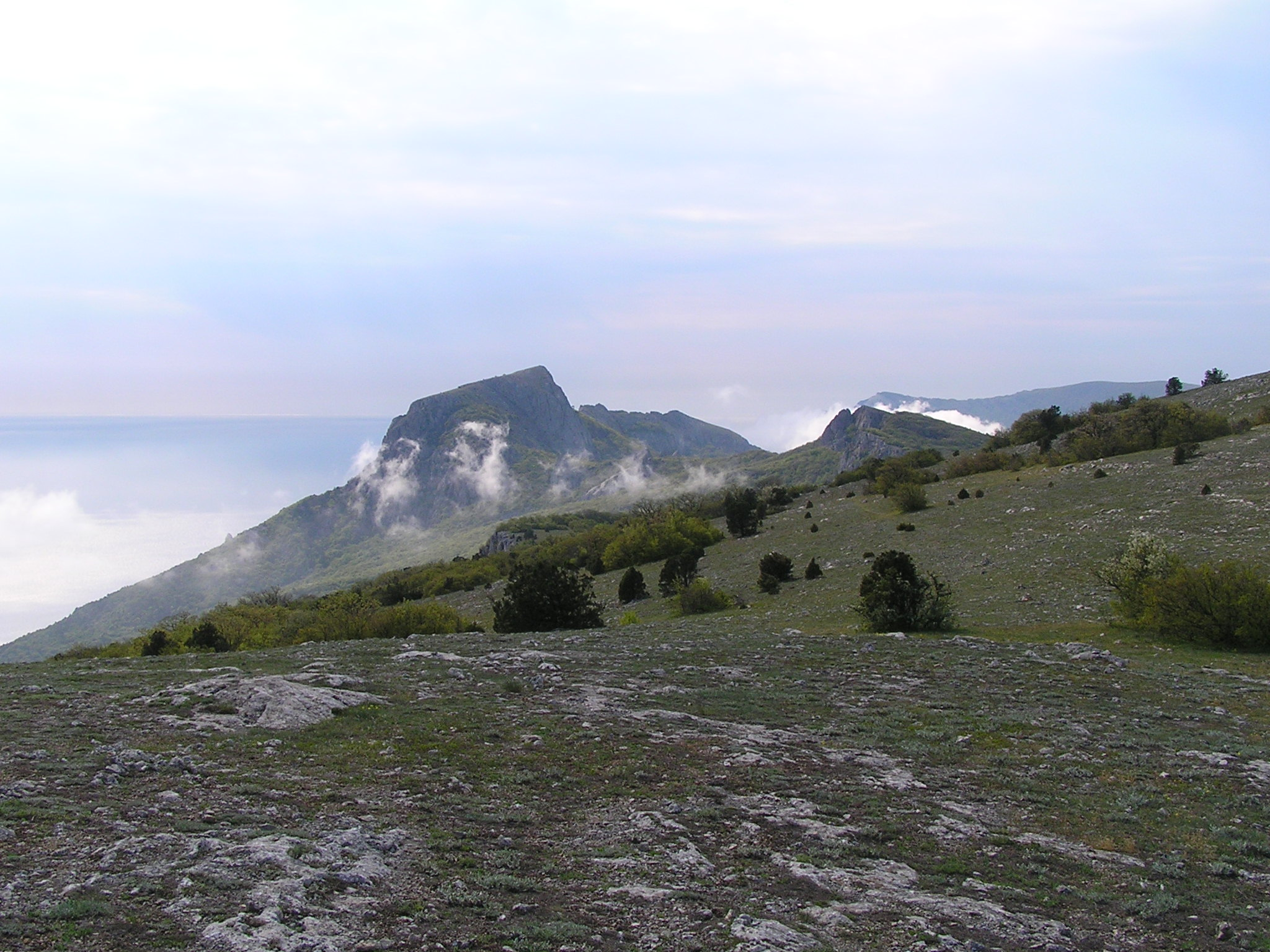
Урочище «Скелі Ласпі»

Урочище Ласпі розташоване у західній частині Головного пасма Криських гір на схилах Байдарської яйли неподалік вершин гір Каланих-Кая (623 м н.р.м.) та Ільяс-Кая (682 м н.р.м), на південний захід від Байдарської долини і південніше селищ Тилове (крим. Hayto) і Орлине крим. Baydar). Скелі Ласпі займають північну частину однойменного урочища, що амфітеатром оточує Ласпійську бухту. Цей район Криму за теплий клімат, ксерофітну рослинність неофіційно називають «Кримською Африкою». На висоті близько 669 м н.р.м. розміщені скелі, що утворені верхньоюрськими мармуроподібними вапняками. Центральною принадою заказника є група з семи скель, названих «Храм Сонця», «Сім пальців», «Чортові пальці».
На схилах гори ростуть суничник дрібноплодий (Arbutus andrachne), дуб пухнастий (Quercus pubescens Willd.), реліктова сосна Станкевича (Pinus stankewiczii (Sukacz.) Fomin), жасмин (Jasmínum), піраканта (Pyracantha), кизил (Cornus mas L.), іглиця (Rúscus aculeatus), ладанник (Cistus tauricus C. Presl.). Особливо цікавими є насадження ялівець високий (Juniperus excelsa) віком 300—500 років з стовбурами діаметром до 0,5 метрів заввишки 8–12 метрів. Схили скель майже позбавлені ґрунтового покриття, через що дерева вкорінюються в скельних тріщинах. Найбільш важливим є наявність близько 20 видів кримських орхідей (Orchidaceae) з відомих 39 видів, що ростуть у Криму. Особливо цікавою і рідкісною є популяція орхідеї комперія Кампера (Comperia comperiana (Steven) Asch. et Graebn). Загалом у заповіднику налічувалось близько 500 видів рослин, з яких 26 занесено до Червоної книги України.
В урочищі зустрічаються рідкі червонокнижні фауністичні види — орлан-білохвіст (Haliaeetus albicilla), підковик малий (Rhinolophus hipposideros Bechstein, 1800), підковик великий (Rhinolophus ferrumequinum), полоз леопардовий та інші.
Через урочище Ласпі проходить старе шосе Севастополь–Ялта, на крутих схилах у 45°–75° якого знаходяться рідкі природні насадження 200—300 річного суничника дрібноплодного (Arbutus andrachne L.), площею близько 200 гектарів. У заказнику біля Ласпінського перевалу встановлений пам'ятник-барельєф на честь інженера М. Гаріна-Михайлівського, який розраховував і розробляв проект дороги.